# Columna Torres-Benedito
La Columna «Torres-Benedito» fue una unidad de milicias que operó al comienzo de la Guerra civil española.

## Historia
La columna fue creada en Valencia poco después del estallido de la Guerra civil española. 
Quedó compuesta por soldados de los antiguos regimientos de la III División Orgánica, así como voluntarios de la CNT, UGT, POUM, Partido Sindicalista y Esquerra Valenciana. En total, agrupaba a 3180 efectivos, de los cuales 842 eran militares y 2335 eran milicianos. La dirección de estas fuerzas estaba en manos del anarquista Domingo Torres— y del teniente de artillería José Benedito —que además era militante de Esquerra Valenciana y delegado de guerra en el Comité Ejecutivo Popular—; mientras que Torres actuó como una especie de delegado «político», Benedito realizó las funciones de asesor militar. Políticamente, la columna tuvo una preponderancia parcialmente anarquista.
La columna salió de Castellón el 18 de agosto, atravesando la provincia de Teruel hasta alcanzar las líneas franquistas en torno a la capital turolense, quedando situada en el sector de Villalba Baja y Corbalán. Durante su existencia operó en el Frente de Teruel, constituyendo una de las columnas de mayor importancia que operaban en este sector. Posteriormente sería reforzada por la columna «Iberia» y la columna «CNT 13», quedando todas estas fuerzas bajo el mando del coronel Jesús Velasco Echave —que sustituyó a Benedito en el mes de septiembre—. Con posterioridad las fuerzas de la columna llegaron a alcanzar un total de 4100 efectivos.
Llegó a contar con una publicación propia, Victoria, un periódico que se editaba en Alfambra.
En la primavera de 1937 fue militarizada y transformada en la 81.ª Brigada Mixta, proceso que llegó a contar con alguna oposición interna.